# وودویل، استرالیای جنوبی
وودویل (به انگلیسی: Woodville) یک حومه شهر در استرالیا است که در استرالیای جنوبی واقع شده‌است.

## جستارهای وابسته

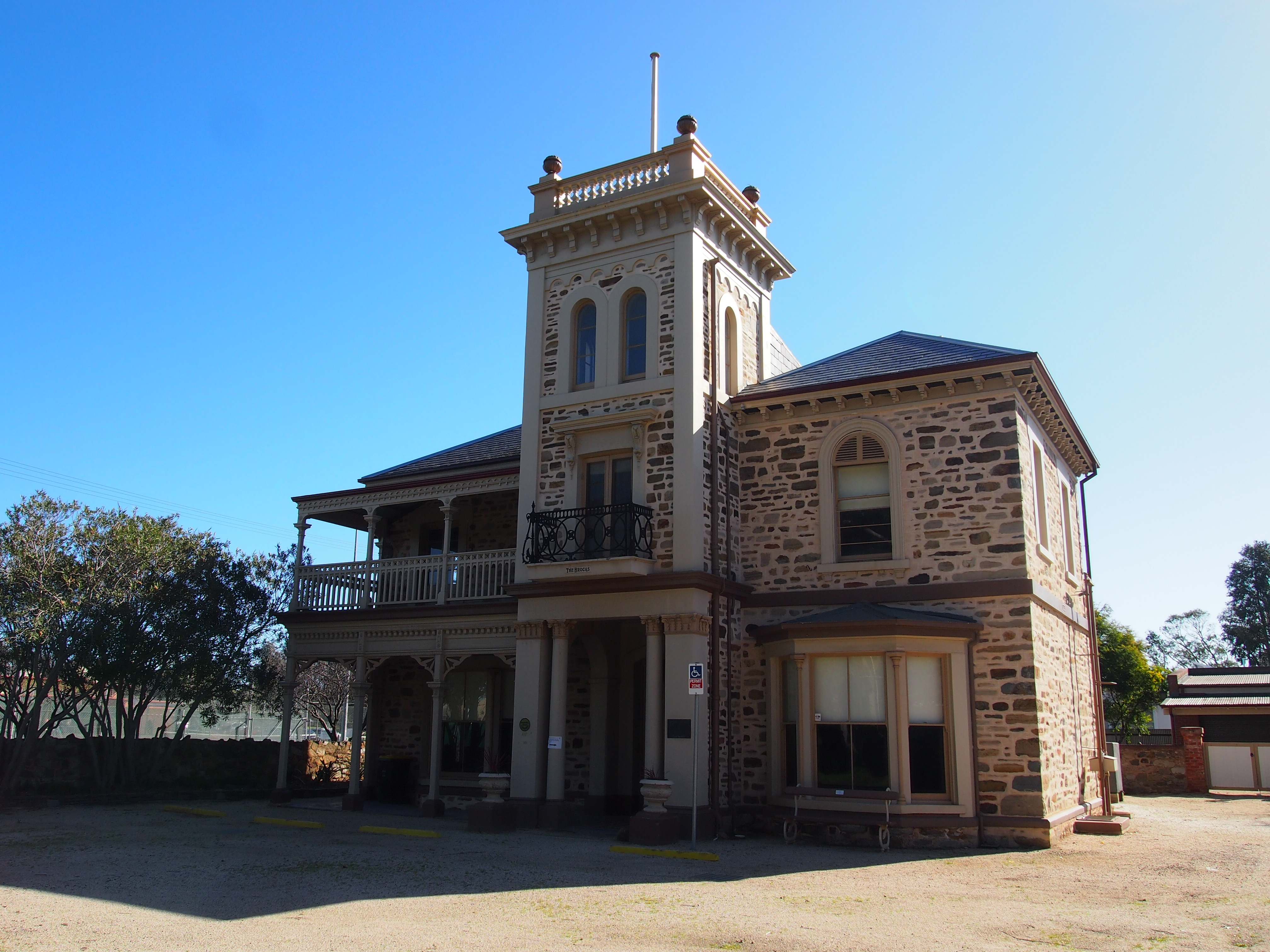
موزه بروکاس